# Stanisław Nowotny
Stanisław Nowotny (ur. 24 lutego 1895 w Nowym Targu, zm. 6 lipca 1942 w KL Auschwitz) – porucznik artylerii Wojska Polskiego, inżynier chemik w Zakładach Azotowych w Mościcach, więzień obozu KL Auschwitz, kawaler Orderu Virtuti Militari.

## Życiorys
Stanisław Nowotny urodził się 24 lutego 1895 w Nowym Targu, w rodzinie Kazimierza Nowotnego – adwokata i Matyldy Mrowec. W latach szkolnych 1905/6 – 1909/10 uczeń Gimnazyum (obecnie I LO) w Nowym Targu. W roku 1913 jako eksternista przystąpił do ustnego egzaminu dojrzałości w c. k. Wyższej Szkole Realnej w Krakowie (obecnie V LO w Krakowie) i rozpoczął studia w Dreźnie.

### Legiony Polskie, udział w wojnie polsko-bolszewickiej
W 1914 roku przerwał studia i wstąpił do Legionów Polskich. Był artylerzystą V baterii II dywizjonu 1 pułku artylerii Legionów Polskich. Zachorował na czerwonkę i przebywał w szpitalu Technische Hochschule Karlplatz w Wiedniu (26 XII 1914), a następnie w szpitalu Czerwonego Krzyża w Nowym Targu (6 VII 1915).
Dekretem Naczelnego Wodza Wojska Polskiego z dnia 18 marca 1919 r. jako podoficer b. Legionów Polskich został mianowany podporucznikiem artylerii 1 pułku artylerii polowej. Później  brał udział w organizacji 1 pułku artylerii górskiej, a następnie z jego częścią przeszedł do 6 pułku artylerii polowej, z którym walczył w wojnie polsko-bolszewickiej. W trzeciej dekadzie maja 1920 roku wyróżnił się w boju pod wsią Horodyszcze i Wołkołata. Pełnił wówczas funkcję oficera zwiadowczego 1 baterii 6 pułku artylerii polowej. W czerwcu 1920 roku w czasie walk o Aleksandrię nad Horyniem został ciężko ranny. W wyniku odniesionej rany głowy został poddany operacji trepanacji czaszki. Ubytek kości w czaszce wypełniono mu platyną. Zwolniony z czynnej służby w wojsku. Zweryfikowany w stopniu porucznika ze starszeństwem z dniem 1 czerwca 1919 roku i 377. lokatą w korpusie oficerów rezerwowych artylerii.
W latach 1923–1924, jako oficer rezerwy niezdolny do służby frontowej, miał przydział mobilizacyjny do 11 pułku artylerii polowej w Stanisławowie.

### Studia i asystentura na Politechnice Lwowskiej
W latach 1921–1925 studiował na Politechnice Lwowskiej. W czerwcu 1924 uzyskał tytuł inżyniera chemika. W latach 1925–1926 pracował na Politechnice Lwowskiej jako starszy asystent w Katedrze Chemii Fizycznej.

### Budowniczy Państwowej Fabryki Związków Azotowych w Mościcach
Pracę zawodową rozpoczął w Zakładach Chemicznych „Azot” w Jaworznie. Od 1927 roku kierował grupą inżynierów, którzy przygotowali projekt  chlorowni opartej na elektrolizie przeponowej systemu Siemens-Billiter i skraplaniem chloru nisko temperaturowego z małym nadciśnieniem. W oparciu o ten projekt w latach 1928–1930 wybudowano oddział chlorowni na terenie powstającej Państwowej Fabryki Związków Azotowych w Mościcach pod Tarnowem. Zespół kierowany przez Stanisława Nowotnego doprowadził do uruchomienia produkcji związków chloru w planowanym terminie w lipcu 1930 roku. Jako kierownik Wydziału Chlorowni Zakładów Azotowych w Mościcach w kolejnych latach był inicjatorem rozbudowy produkcji chloranu wapnia, podchlorynu sodowego, skraplania chloru, chlorowania naftalenów, syntetycznego kwasu solnego z aparaturą kwarcową.

### II wojna światowa i śmierć w KL Auschwitz
We wrześniu 1939 roku zgłosił się do Komendy Uzupełnień w Krakowie jednakże ze względu na niezdolność do służby wojskowej nie otrzymał powołania. Ponownie zgłosił się do Komendy Uzupełnień, tym razem we Lwowie, gdzie został przyjęty i jako dowódca kompanii wziął udział w walkach z hitlerowcami w okolicach Dębicy w których został ranny.
Jesienią 1939 wznowił pracę w Zakładach Azotowych w Mościcach. Za bojkotowanie zarządzeń okupanta i akcje sabotażowe w fabryce kierownictwo, wśród nich Stanisław Nowotny, zostało aresztowane przez Gestapo 20 stycznia 1940 roku. Więziony w Tarnowie a od 3 czerwca 1940 roku w Wiśniczu. Następnie 20 czerwca 1940 został przetransportowany na teren obozu KL Auschwitz (drugi transport), gdzie otrzymał numer 1004.
Zmarł 6 lipca 1942 roku. Według relacji współwięźniów po apelu porannym, zgłosił się do obozowego szpitala (niem. Häftlingskrankenbau), uznany za tzw. „muzułmana” (niem. Muselmann) został skierowany na tzw. „szpilę”. Został zamordowany przez esesmana Josefa Klehra, który wstrzyknął mu fenol w komorę sercową.

## Rodzina
Był najstarszym z sześciorga rodzeństwa: Bogumił Nowotny, Anna Nowotny-Mieczyńska profesor biochemik w Instytucie Uprawy i Nawożenia Gleby w Puławach (1899–1982), Adam Nowotny prokurator Sądu Najwyższego II RP (1900–1948), Franciszek Nowotny profesor biochemik Wyższej Szkoły Rolniczej w Krakowie (1904–1972) i Maria Nowotny.
Wraz z żoną Ireną Nowotny z d. Olszanik miał dwójkę dzieci: córkę Irenę (1928–1968, lekarza II Kliniki Chorób Wewnętrznych CM UJ) i syna Janusza (ur. 1936, profesora chemii).

## Upamiętnienie
Jego nazwisko znalazło się na:
- pomniku ofiar faszyzmu odsłoniętym 30 września 1975 na cmentarzu komunalnym w Tarnowie Mościcach
- tablicy na budynku głównym Zakładów Azotowych w Tarnowie-Mościcach odsłoniętej w 1986 roku.
- tablicy poświęconej profesorom i uczniom nowotarskiego gimnazjum poległym i pomordowanym w czasie wojen, odsłoniętej 9 listopada 2012 w budynku szkoły przy pl. Krasińskiego 1 w Nowym Targu

## Ordery i odznaczenia
- Krzyż Srebrny Orderu Wojskowego Virtuti Militari (1921)[9]
- Krzyż Niepodległości (1932)
- Krzyż Walecznych – nr 4501 (1920)
- Złoty Krzyż Zasługi
- Krzyż Legionowy – nr 3877 (14 stycznia 1927)